# 李思约
李思约（531年—563年5月19日），名叔俭，字思约，以字行，陇西郡狄道县（今甘肃省定西市临洮县）人，北齐官员。
李思约于皇建二年（561年）被征辟为奉朝请，河清二年四月十二日（563年5月19日）在晋阳去世，虚岁三十三，五月二十七日（563年7月3日）葬于邺城西十五里。其墓志全名《齐故奉朝请李思约墓志并铭》，墓志高58厘米，宽57厘米，志文22行，满行23字。

## 家族

### 六世祖
- ，凉武昭王[1]

### 曾祖
- 李宝，北魏敦煌宣公[1]

### 祖父
- 李佐[1]

### 父亲
- 李俊公[1]